# Enrique de Teresa
Enrique de Teresa (Valladolid, en 1949) es un arquitecto español, que trabaja en Madrid desde 1973.

## Trayectoria

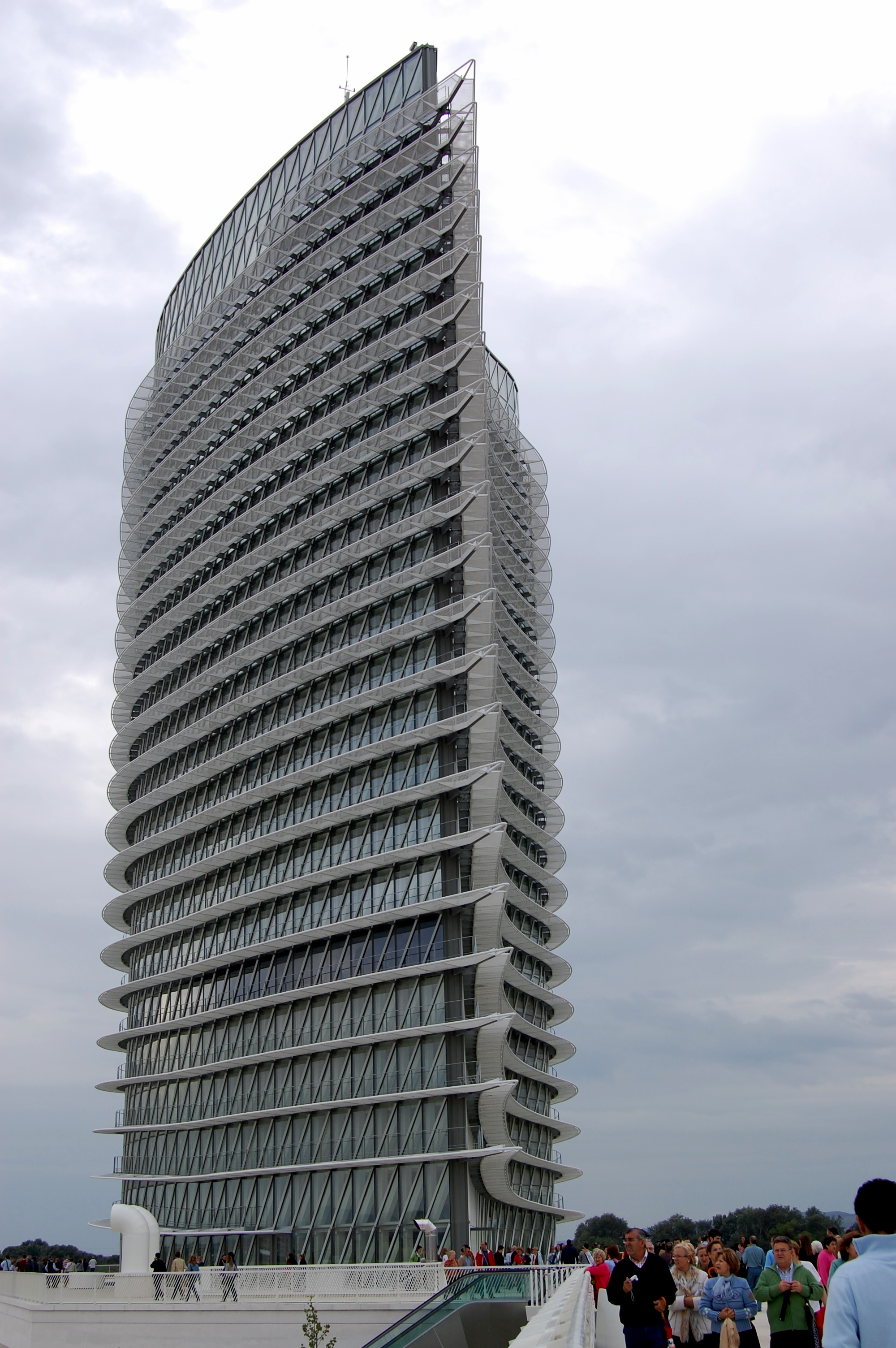
Torre del agua. Zaragoza (2008)

Enrique de Teresa Trilla estudió en la Escuela de Arquitectura de Barcelona en 1983, donde se formó con Rafael Moneo, y se doctoró por la Escuela Técnica Superior de Arquitectura de Valladolid en 2004.
Desde el año 1973 hasta el año 1981, trabajó en el estudio de Rafael Moneo, y participó destacadamente allí en proyectos tales como el Museo Nacional de Arte Romano de Mérida, el Bankinter de Madrid y el Ayuntamiento de Logroño. 
A partir de 1983, comenzó su labor docente como profesor de Proyectos arquitectónicos en la Escuela de Arquitectura de Valladolid, pero en 1989 fue reclamado por la Escuela de Arquitectura de Madrid, donde sigue en la actualidad su docencia en las asignaturas de Proyectos. Inicialmente perteneció a la cátedra de Juan Navarro Baldeweg, y luego, al jubilarse este, a la de Antón Capitel.
Su primer estudio de arquitectura fue fundado en el año 1983 con Juan José Echeverría, en Madrid. Pero lo refundó en 2005 con el nombre "Enrique de Teresa y arquitectos asociados", junto con otros profesionales. Desde 2011, trabaja con su nombre.
Enrique de Teresa ha impartido conferencias sobre arquitectura en toda la península ibérica, y también en Chile. Entre otros encargos similares, dio la conferencia inaugural del curso 2010-2011, para el nuevo grado de su especialidad en la Politécnica de Zaragoza. 
Ha recibido por su trabajos diversos premios a lo largo de su trayectoria, en España, en Estados Unidos y en Alemania.

## Obra
Enrique de Teresa ha construido complejos de viviendas en Madrid, San Sebastián y Valladolid. Y ha realizado proyectos de relevancia, como lo fue ya la primera sede de las Cortes de Castilla y León, en el interior del Castillo de Fuensaldaña (con Primitivo González), a la que siguieron dos obras de bastante envergadura: su total remdelación el Mercado de Abastos de Aranjuez y del Centro Cultural Isabel de Farnesio, asimismo en Aranjuez. 

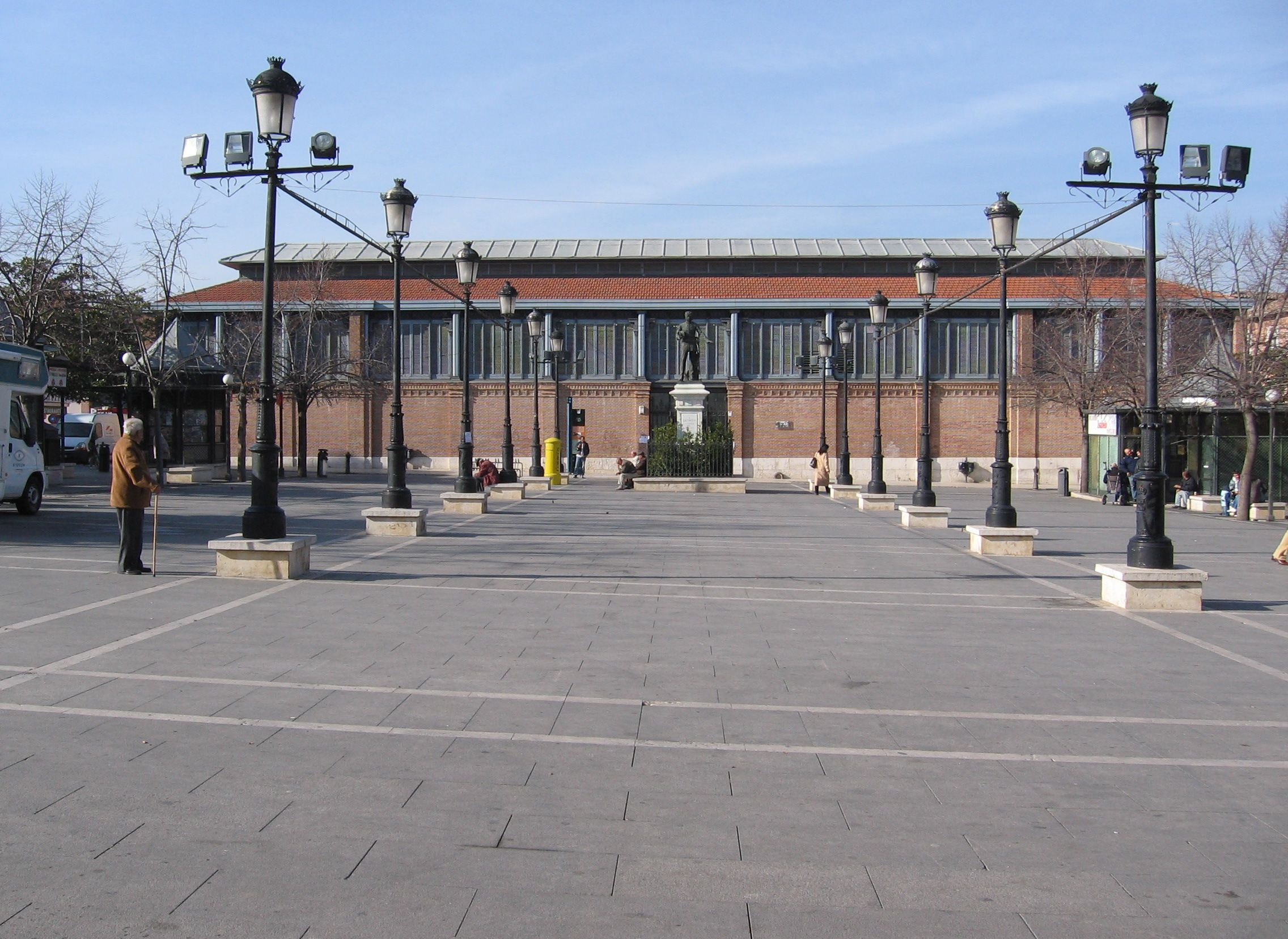
Mercado de Aranjuez (1985)

A continuación, llevó a cabo dos obras civiles: el Centro de la Tercera Edad, en la calle san Joaquín de Madrid, y el Centro de Salud Doctor Cirajas, asimismo ubicado en Madrid.

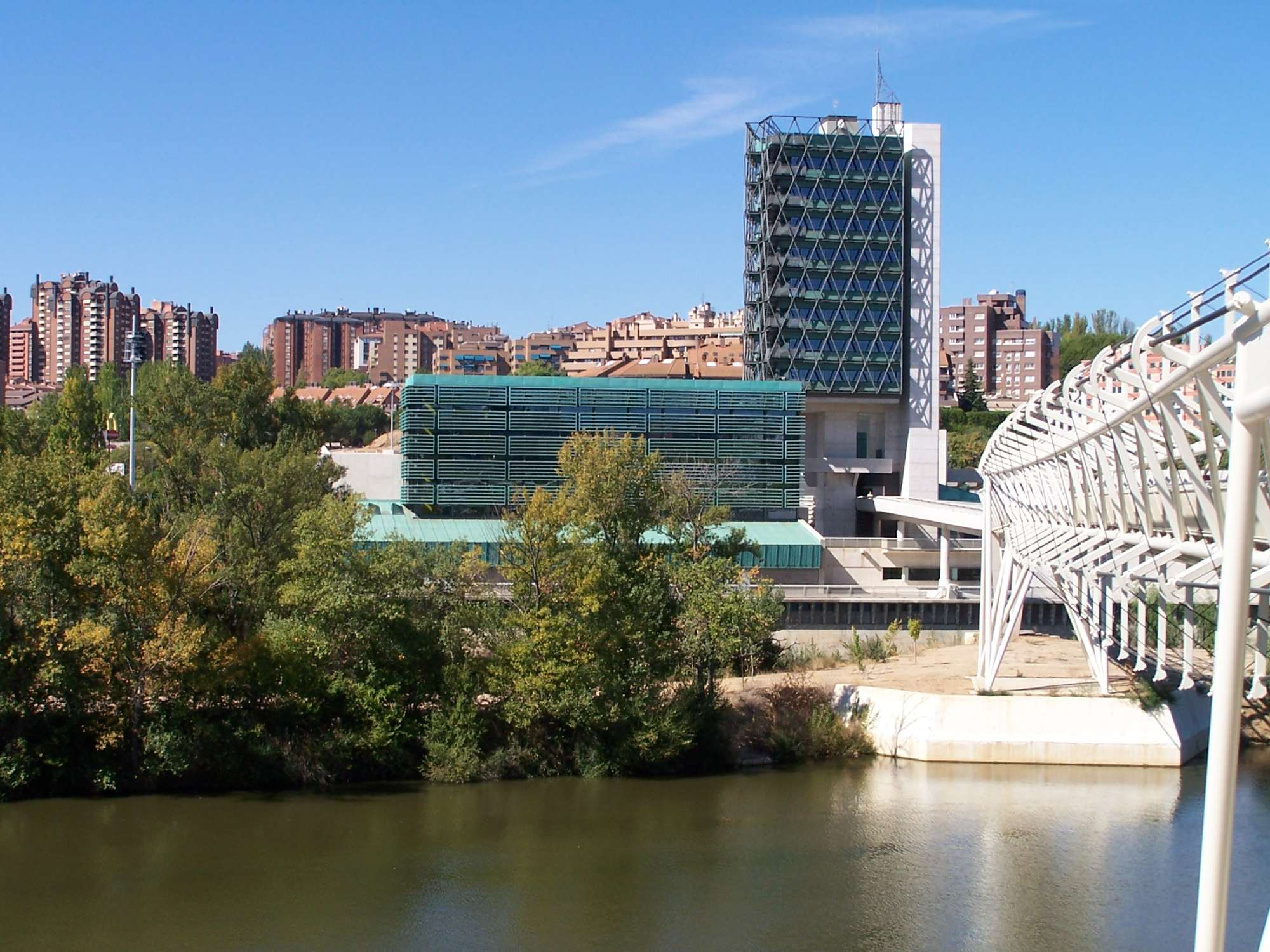
Museo de la Ciencia de Valladolid (2001)

En un trabajo más dilatado en el tiempo, fue elaborando un complejo de edificios, que hoy se integran en el Museo de la Ciencia de Valladolid, al lado del río Pisuerga; la pasarela que lo une con la margen izquierda de la ciudad fue diseñada por Rafael Moneo.
En estos últimos años, ha realizado el Museo Casa de Cervantes (Alcalá de Henares), partiendo de un edificio no histórico.
Asimismo ha proyectado y dirigido la construcción del Centro de Salud Parquesol de Valladolid, así como su ampliación ulterior en 2009, que duplica el edificio.
Una obra especialmente original y compleja es la Torre del Agua, que se construyó para la Exposición Internacional de Zaragoza de 2008 como lugar de referencia. De Teresa fue el encargado del diseño y realización del proyecto de un edificio se ha convertido hoy en símbolo de la rejuvenecida ciudad aragonesa, pues se conserva perfectamente y va a tener usos específicos en un plazo cercano.
Por su complejidad estructural, destaca la Facultad de Ciencias en el campus Miguel Delibes de la Universidad de Valladolid. Concebida en tres torres de tres plantas ligados entre sí —en un edificio para profesores, seminarios y laboratorios de investigación—, se destina a la tríada fundamental de estudios científicos, fue entregada en 2010. Para ella, todavía diseñó una construcción anexa en 2012, situada entre la Facultad y el aulario de esta (que es de otra autoría).
En junio de 2013, tras su previa selección, ha sido galardonado con el segundo premio en el concurso internacional para la Universidad de Giessen (Alemania): THM Labor-und Technologiezentrum Gutfleischstrasse.

## Valoración

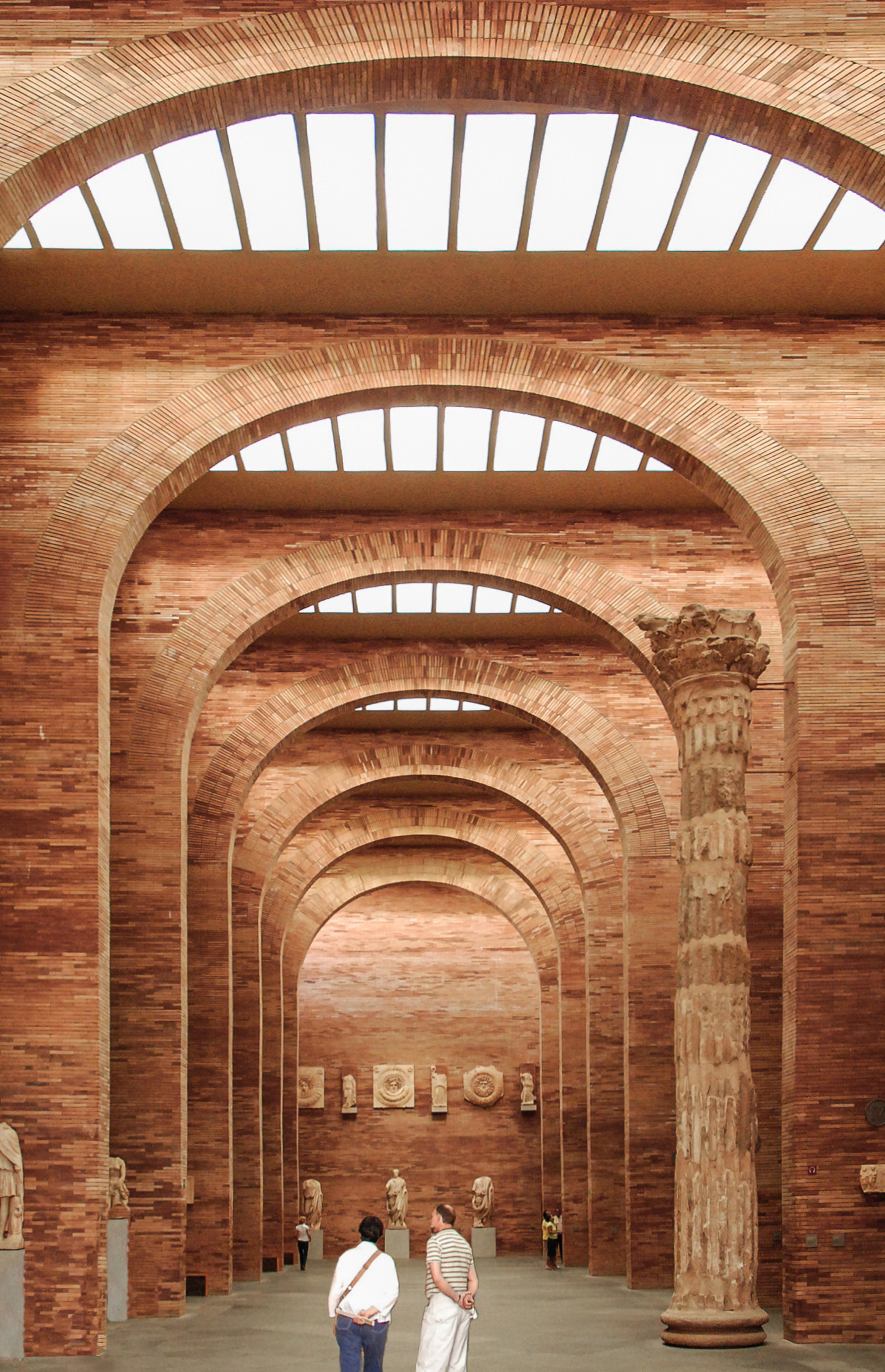
Moneo, Museo Nacional de Arte Romano de Mérida

Toda la obra de Enrique de Teresa muestra la importancia de sus años de formación junto a Rafael Moneo, así como indica, muy originalmente, el influjo de una importante tradición de la arquitectura moderna: la marcada por los maestros del Movimiento Moderno y especialmente por Le Corbusier en primer término, y por sus seguidores críticos desde los años sesenta del pasado siglo, singularmente James Stirling y Álvaro Siza, entre otros, en segundo lugar.
Lo que antecede supone asimismo la evocación de referentes en proyectos del siglo XX, como Frank Lloyd Wright, Mies van der Rohe o Alvar Aalto y también de ciertos arquitectos la centuria en curso.
Rafael Moneo ha destacado el rigor, entrega, sensibilidad y talento de Enrique de Teresa. Sus proyectos, apoyados en la cultura arquitectónica o estética y alentados por su creatividad, intentan insertarse en esa rica tradición, aunque De Teresa también reformule o amplíe personalmente otras contribuciones distintas, como es propio de la arquitectura más reflexiva del siglo XXI.

## Escritos de Enrique de Teresa
- Otros artículos en Dialnet
- Enrique de Teresa y Primitivo González, "Parlamento de Castilla-León: proyecto de hemiciclo para las Cortes de Castilla y León sede provisional", Obradoiro: revista de arquitectura y urbanismo, ISSN 0211-6065, N.º. 13, 1987, págs. 39-48.
- Enrique de Teresa, "Idea y orden formal: Una hipótesis sobre el proceso proyectual", Anales de arquitectura, ISSN 0214-4727, Nº. 1, 1989, págs. 73-80.
- Enrique de Teresa, "Afirmación conceptual y ambigüedad expresiva en el último Le Corbusier", Anales de arquitectura, ISSN 0214-4727, N.º. 8, 2000, págs. 121-133.
- Enrique de Teresa, Tránsitos de la forma: presencia de Le Corbusier en la obra de Stirling y Siza, Barcelona, Fundación Caja de Arquitectos, 2007, ISBN 978-84-931388-1-3.
- Enrique de Teresa, "Torre del Agua. Expo Zaragoza 2008", Arketypo: revista de arte, arquitectura y diseño vasco, ISSN 1886-4767, N.º. 12, 2008, págs. 70-75.
- Enrique de Teresa, "Marcos, horizontes visuales y experiencia del lugar", Cuadernos de proyectos arquitectónicos, UPM, ISSN 2171-956X, N.º. 3, 2012, págs. 13-19.
- Enrique de Teresa, Eduardo González Fraile y Salvador Mata Pérez, La vivienda social en Valladolid: 1880-1939. Documentos para una historia local de la vivienda, Valladolid, Ayuntamiento, 2015. Reelaboración del trabajo inédito que escribió en su juventud Enrique de Teresa, con el apoyo ahora de los otros dos arquitectos.